# Meilenstein (Großkugel)

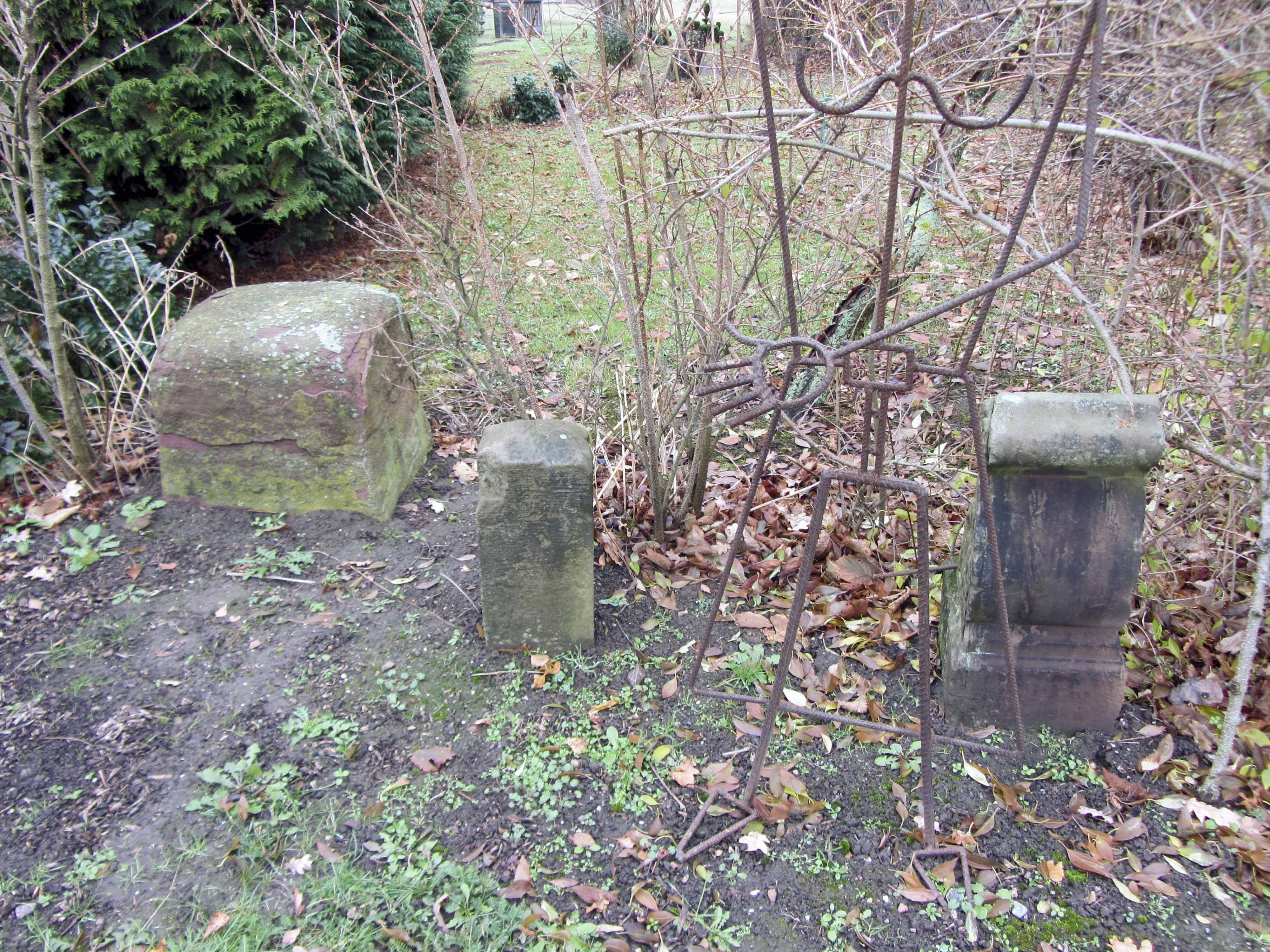
Links der Viertelmeilenstein in Großkugel

Der Meilenstein von Großkugel ist ein denkmalgeschützter Meilenstein auf dem Gebiet des Ortsteiles Großkugel der Gemeinde Kabelsketal in Sachsen-Anhalt. Im örtlichen Denkmalverzeichnis ist der Meilenstein unter der Erfassungsnummer 094 98576 als Kleindenkmal verzeichnet.
In der Nähe von Großkugel lag die Grenze zwischen der preußischen Provinz Sachsen und Kursachsen. Von hier führte die erste preußische Chaussee, erbaut von 1788 bis 1800, über Halle nach Magdeburg, heute verläuft hier die Bundesstraße 6. Stifter des 1800 gefertigten Meilensteines war das Königreich Preußen. In diesem Teil der preußischen Chaussee, der Leipziger Chaussee, sind nur weniger Meilensteine erhalten geblieben. Bei diesem Meilenstein handelt es sich um einen Viertelmeilenstein und nicht wie manchmal behauptet um einen Ganzmeilenstein. Durch die Umverlegung des Streckenverlaufes innerhalb von Halle änderten sich die Standorte der Meilensteine. Der heutige Standort ist mit hoher Wahrscheinlichkeit nicht der ursprüngliche Standort des Meilensteines. Neben der Umverlegung der Strecke spricht dafür auch, dass vor wenigen Jahrzehnten hier noch der Fuß und der Sockel eines Ganzmeilensteines gefunden wurden. Diese sind jedoch Anfang der 1990er Jahre verschwunden.